# Dyscophus
Dyscophus es un género de ranas de la familia Microhylidae, llamadas también ranas tomate, que es endémico de la isla de Madagascar. 

## Especies
Se reconocen las 3 siguientes según ASW:
- Dyscophus antongilii Grandidier, 1877
- Dyscophus guineti (Grandidier, 1875)
- Dyscophus insularis Grandidier, 1872